# Metapenaeopsis assimilis
Metapenaeopsis assimilis är en kräftdjursart som först beskrevs av De Man 1920.  Metapenaeopsis assimilis ingår i släktet Metapenaeopsis och familjen Penaeidae. Inga underarter finns listade i Catalogue of Life.